# Huanzhou Xiang
Huanzhou Xiang (kinesiska: 环州, 环州乡) är en socken i Kina. Den ligger i provinsen Yunnan, i den sydvästra delen av landet, omkring 110 kilometer nordväst om provinshuvudstaden Kunming. Antalet invånare är 10 189. Befolkningen består av 5 020 kvinnor och 5 169 män. Barn under 15 år utgör 17,0 %, vuxna 15-64 år 72 %, och äldre över 65 år 9,0 %.
Genomsnittlig årsnederbörd är 921 millimeter. Den regnigaste månaden är juli, med i genomsnitt 214 mm nederbörd, och den torraste är januari, med 7 mm nederbörd.